# Beatrice Jann-Odermatt
Pour les articles homonymes, voir Jann et Odermatt.
Beatrice Jann-Odermatt, née le 3 février 1952 à Stans (originaire du même lieu), est une personnalité politique suisse, membre du Parti radical-démocratique.
Elle est conseillère d'État du canton de Nidwald de 2002 à 2010, à la tête du département de l'instruction publique, de la culture et des sports. Elle est l'une des deux premières femmes nidwaldiennes, aux côtés de Lisbeth Gabriel, à siéger au gouvernement et la deuxième femme à le présider.

## Biographie

### Origines et famille
Beatrice Jann-Odermatt naît Beatrice Odermatt le 3 février 1952 à Stans, dans le canton de Nidwald. Elle est originaire du même lieu.
Son père, Jakob Odermatt, en plus d'être juge de paix, tient un magasin d'articles ménagers à Stans avec son épouse, née Lotti Edelmann. Son grand-père paternel, Jakob Odermatt, est membre de l'exécutif et président de la commune de Stans, puis juge cantonal. 
Elle épouse Ruedi Jann en 1974, avec qui elle a deux enfants.

### Formation et parcours professionnel
Elle achève ses études secondaires en 1968 à l'école privée du couvent Sainte-Claire à Stans. Après une année de séjour linguistique à Lugano, au Tessin, elle étudie trois ans, de 1969 à 1971, à l'école Berit à Lucerne pour devenir assistante médicale.
Elle travaille dans un laboratoire d'analyses médicales et chimiques à Lucerne jusqu'à la naissance de son premier enfant en 1975. Elle est ensuite employée à temps partiel dans l'administration du funiculaire du Stanserhorn et épaule ses parents dans leur magasin.

### Parcours politique
Beatrice Jann-Odermatt adhère au Parti radical-démocratique (PRD) en 1986. À la demande de son parti, elle entre dans la commission scolaire de Stans, où elle siège jusqu'en 1994 (vice-présidente à partir de 1990). Elle entre en juillet 1994 au Landrat du canton de Nidwald et le préside en 2000-2001.
Elle est l'une des deux premières femmes élues au Conseil d'État du canton de Nidwald, le 3 mars 2002 en cinquième position des sept élus, en même temps que la démocrate-chrétienne Lisbeth Gabriel. Elle y dirige le département de l'instruction publique, de la culture et du sport. Elle est en 2006 la deuxième femme, après Lisbeth Gabriel l'année précédente, à présider le gouvernement nidwaldien, avec le titre de Landammann. Au cours de ses deux mandats, elle traite notamment la question de l'enseignement des langues étrangères au niveau primaire, l'intégration des enfants handicapés dans les classes régulières et la promotion de la culture et du sport. Elle quitte le gouvernement cantonal en 2010.

### Autres activités
Depuis sa jeunesse, elle est monitrice et membre du comité du club de ski et de la société de gymnastique féminine de Stans.  Au début des années 1980, elle fonde en outre un groupe de gymnastique au sein de Pro Senectute (de). 
Elle est la première femme admise au Rotary Club de Stans en 2003.